# Luísa Carolina de Hesse-Cassel

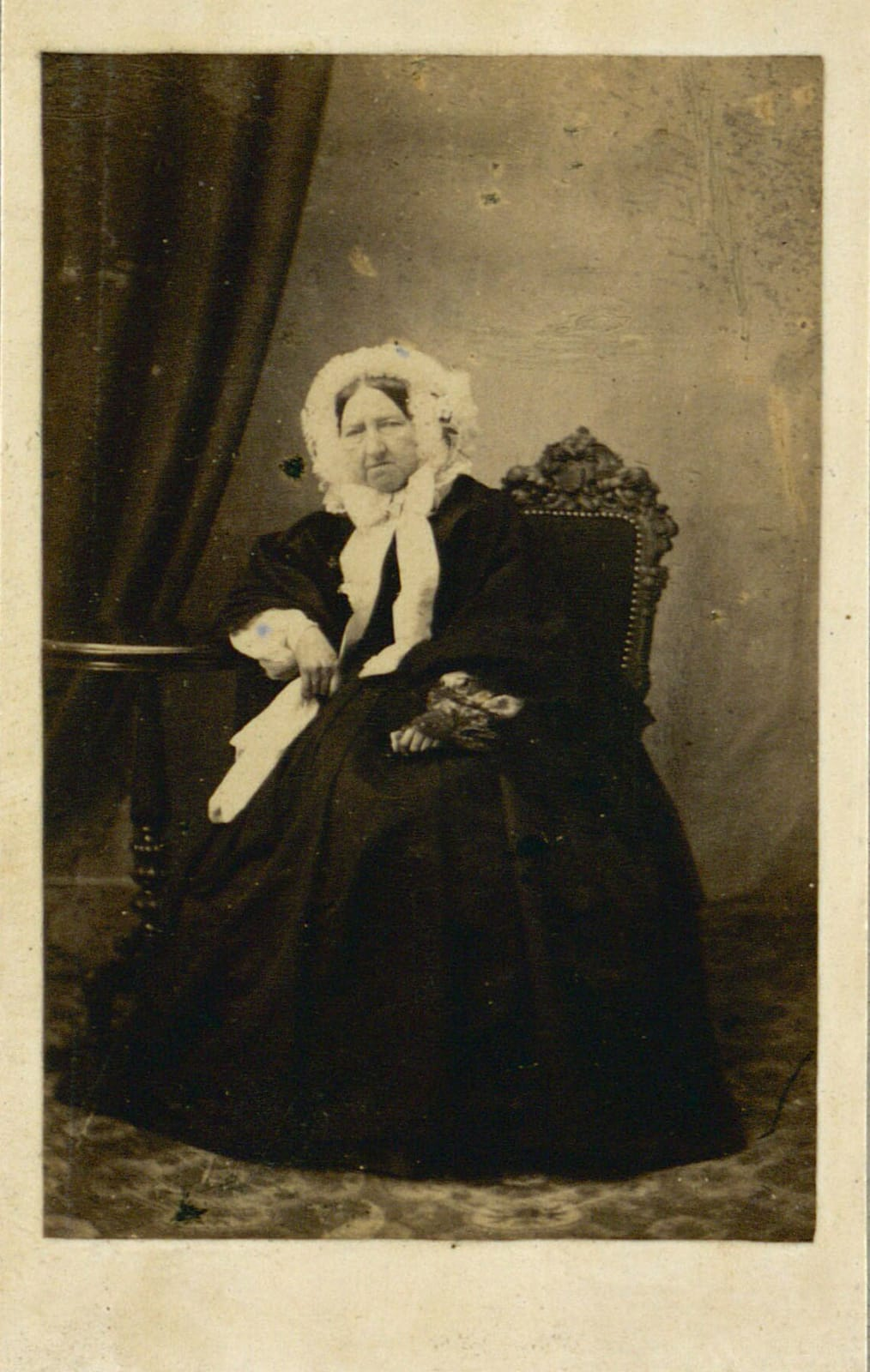
Rara fotografia de Luisa Carolina

Luísa Carolina de Hesse-Cassel (28 de setembro de 1789 - 13 de março de 1867) foi consorte de Frederico Guilherme, Duque de Eslésvico-Holsácia-Sonderburgo-Glucksburgo e matriarca da Casa de Eslésvico-Holsácia-Sonderburgo-Glucksburgo.

## Família
Luísa nasceu no ducado de Eslésvico-Holsácia, filha de Carlos de Hesse-Cassel e da princesa Luísa da Dinamarca. A sua irmã mais velha Maria Sofia de Hesse-Cassel foi rainha consorte de Frederico VI da Dinamarca. Os seus avós paternos eram Frederico II, Conde de Hesse-Cassel e a princesa Maria da Grã-Bretanha. Os seus avós maternos eram o rei Frederico V da Dinamarca e a princesa Luísa da Grã-Bretanha.

## Casamento e descendência
Luísa Carolina casou-se com o duque Frederico Guilherme de Eslésvico-Holsácia-Sonderburgo-Glucksburgo no dia 26 de janeiro de 1810, tiveram dez filhos:  
1. Luísa de Eslésvico-Holsácia-Sonderburgo-Glucksburgo (23 de outubro de 1810 - 11 de maio de 1869), nunca se casou nem deixou descendentes.
2. Frederica de Eslésvico-Holsácia-Sonderburgo-Glucksburgo (9 de Outubro de 1811 - 10 de Julho de 1902), casada com Alexandre Carlos, Duque de Anhalt-Bernburg; sem descendência.
3. Carlos, Duque de Eslésvico-Holsácia-Sonderburgo-Glucksburgo (30 de Setembro de 1813 - 24 de Outubro de 1878), casado com a princesa Guilhermina Maria da Dinamarca; sem descendência.
4. Frederico, Duque de Eslésvico-Holsácia-Sonderburgo-Glucksburgo (23 de Outubro de 1814 - 27 de Novembro de 1885), casado coma  princesa Adelaide de Schaumburg-Lippe; com descendência.
5. Guilherme de Eslésvico-Holsácia-Sonderburgo-Glucksburgo (10 de Abril de 1816 - 5 de Setembro de 1893), nunca se casou nem deixou descendentes.
6. Cristiano IX da Dinamarca (8 de Abril de 1818 - 29 de Janeiro de 1906), rei da Dinamarca entre 1863 e 1906, casado com a princesa Luísa de Hesse-Cassel; com descendência.
7. Luísa, abadesa de Itzehoe (18 de Novembro de 1820 - 30 de novembro de 1894).
8. Júlio de Eslésvico-Holsácia-Sonderburgo-Glucksburgo (14 de Outubro de 1824 - 1 de Junho de 1903), conselheiro de estado da Grécia durante o reinado do seu sobrinho, o rei Jorge I, casou-se morganaticamente com Isabel de Ziegesar; sem descendência.
9. João de Eslésvico-Holsácia-Sonderburgo-Glucksburgo (5 de Dezembro de 1825 - 27 de Maio de 1911), nunca se casou nem deixou descendentes.
10. Nicolau de Eslésvico-Holsácia-Sonderburgo-Glucksburgo (22 de Dezembro de 1828 - 18 de Agosto de 1849), morreu aos vinte anos de idade; sem descendentes.

O seu filho Cristiano foi nomeado ao trono dinamarquês, estando no terceiro lugar na linha de sucessão ao mesmo, tornando-se Cristiano VIII da Dinamarca, em 1847.
Os seus netos incluem entre outros, Frederico VIII da Dinamarca, Alexandra da Dinamarca, Jorge I da Grécia e Dagmar da Dinamarca.

## Genealogia
| Luísa Carolina de Hesse-Cassel | Pai: Carlos de Hesse-Cassel | Avô paterno: Frederico II, Conde de Hesse-Cassel | Bisavô paterno: Guilherme VIII, Conde de Hesse-Cassel   |
| Luísa Carolina de Hesse-Cassel | Pai: Carlos de Hesse-Cassel | Avô paterno: Frederico II, Conde de Hesse-Cassel | Bisavó paterna: Doroteia Guilhermina de Saxe-Zeitz      |
| Luísa Carolina de Hesse-Cassel | Pai: Carlos de Hesse-Cassel | Avó paterna: Maria da Grã-Bretanha               | Bisavô paterno: Jorge II da Grã-Bretanha                |
| Luísa Carolina de Hesse-Cassel | Pai: Carlos de Hesse-Cassel | Avó paterna: Maria da Grã-Bretanha               | Bisavó paterna: Carolina de Brandemburgo-Ansbach        |
| Luísa Carolina de Hesse-Cassel | Mãe: Luísa da Dinamarca     | Avô materno: Frederico V da Dinamarca            | Bisavô materno: Cristiano VI da Dinamarca               |
| Luísa Carolina de Hesse-Cassel | Mãe: Luísa da Dinamarca     | Avô materno: Frederico V da Dinamarca            | Bisavó materna: Sofia Madalena de Brandemburgo-Kulmbach |
| Luísa Carolina de Hesse-Cassel | Mãe: Luísa da Dinamarca     | Avó materna: Luísa da Grã-Bretanha               | Bisavô materno: Jorge II da Grã-Bretanha                |
| Luísa Carolina de Hesse-Cassel | Mãe: Luísa da Dinamarca     | Avó materna: Luísa da Grã-Bretanha               | Bisavó materna: Carolina de Brandemburgo-Ansbach        |